# Группа советских военных специалистов в Корее
Группа советских войск в Корее — оперативно-стратегическое объединение Вооружённых сил СССР находившееся в Северной Корее с 1945 по 1948 гг., после победы советских войск над японскими и получения Кореей независимости от Японской империи.
Несмотря на то, что основная масса советских войск была выведена из Северной Кореи в 1948 г., в стране осталась Группа советских военных специалистов (кор. 주북조선 쏘련군군사고문) — сводное воинское формирование (совокупность частей и соединений, а также организационно самостоятельных военных специалистов и военных советников с широкими полномочиями) Вооружённых сил СССР, находившееся там до 1953 г. Советские военные советники и специалисты в количестве около четырёх тысяч человек, помогали в создании и становлении Корейской народной армии, обучении её командных кадров. Позже, в ходе Войны в Корее, в отклик на настойчивые просьбы правительства страны, вновь потребовалось направить контингент советских войск, оказавший военную помощь Корейской народной армии в её борьбе с войсками ООН и Южной Кореи, и, впоследствии, совместно с силами китайских народных добровольцев, сыгравший важную роль в вытеснении Вооружённых сил Соединённых Штатов и войск Организации объединённых наций с территории Северной Кореи.
Примечателен тот факт, что именно в Корее в 1950 г., впервые за три десятилетия после американской военной интервенции в Россию, советские и американские военные вновь сошлись в бою.

## Историческая справка
В результате поражения Российской Империи в Русско-японской войне 1904—1905 гг., Корея, на тот момент единое государство, попала в колониальную зависимость от Японии. Разгром японских войск на Корейском полуострове в ходе Советско-японской войны 1945 г., в котором участвовали советские и американские войска, привёл к независимости Кореи и разделению её на две оккупационные зоны по 38-й параллели.
Тогда эта мера виделась временной, необходимой для принятия капитуляции японских войск. Основой для возрождения Кореи как независимого, демократического и единого государства являлось решение Московского совещания министров иностранных дел СССР, США и Великобритании, проводившегося 16-26 декабря 1945 года. Оно предусматривало формирование общекорейского правительства, которое совместно с союзными державами должно было разработать меры по преодолению последствий длительного колониального господства Японии. Однако выполнение Московского соглашения, в частности, по восстановлению экономических связей между Северной и Южной Кореей, наталкивалось на трудности. Во многом, эти трудности были обусловлены присутствием на полуострове иностранных войск.

## Развитие событий в Корее после победы над Японией
В мае 1948 года на территории Южной Кореи под контролем комиссии Организации объединённых наций, созданной по инициативе США, прошли выборы. На пост главы государства был избран кандидат, занимавший проамериканскую позицию, бывший профессор Вашингтонского университета Ли Сын Ман. Правительство Республики Корея объявило себя правительством всей страны, с чем не согласились коммунистические силы Севера. Летом 1948 года они организовали выборы в Верховное народное собрание Кореи, которое 9 сентября того же года провозгласило Корейскую Народно-Демократическую Республику (КНДР). Таким образом, на севере страны образовалось коммунистическое государство, во главе с бывшим офицером Рабоче-Крестьянской Красной Армии, капитаном Ким Ир Сеном. Произошло политическое и юридическое оформление раскола Кореи на два государства, причём правительство каждого из них объявило себя по своей конституции единственно законным и намеревалось распространить свою власть на всю Корею.
В 1948 году по просьбе Верховного народного собрания КНДР с северной части Корейского полуострова была выведена основная масса советских войск, за исключением военных советников. То же самое, с опозданием в полгода, происходило и в Южной Корее: Американцы вывели свои войска летом 1949 г., при этом оставили там около пятисот военных советников. Соединённые Штаты немало сделали для того, чтобы, как говорил тогда американский посол в Сеуле Дж. Муччо, «приблизить время всеобщего наступления на территорию севернее 38-й параллели». Имели место и провокации со стороны вооружённых южнокорейских отрядов, проникавших на территорию Северной Кореи и вступавших в боестолкновения с северокорейскими пограничниками.
5 марта 1949 года правительственная делегация КНДР во главе с председателем кабинета министров Ким Ир Сеном и министром иностранных дел Пак Хон Ёном прибыла в Москву. В состав делегации входили также посол КНДР в СССР Дю Ен Ха[уточнить]. В переговорах с советской стороны кроме Сталина участвовали министр иностранных дел А. Я. Вышинский и посол СССР в КНДР Т. Ф. Штыков. 5-18 марта велись интенсивные переговоры, по итогам которых было заключено одиннадцать соглашений. Они касались экономического и культурного сотрудничества, оказания технической помощи Северной Корее, расширения товарно-денежной помощи. Были разработаны условия работы советских специалистов (в том числе и военных) в КНДР. Специальными соглашениями предусматривалось временное базирование в порту Чхонджин советского военно-морского подразделения и строительство железной дороги из Краскино (СССР) в Хонио (КНДР). 19 января 1950 г., на приёме в китайском посольстве в КНДР, Ким Ир Сен поделился со Штыковым своими планами освобождения Кореи. Позиция Мао Цзэдуна дословно выражалась в том, что наступать на Юг не надо. Как вариант, рассматривалось нанесение контрудара в случае провокации со стороны Ли Сын Мана, но тот, в свою очередь, не подавал повода. Ким Ир Сен настаивал на личной встрече со Сталиным, с тем чтобы просить о разрешении наступать на Юг с Севера. Сталин не спешил с ответом. Он обменялся посланиями с Мао Цзэдуном, который считал, что вопрос следует обсудить. Только после этого 30 января из Москвы от Сталина в Пхеньян пошла шифровка, в которой Сталин заявил о своей готовности принять лидера Северной Кореи, отметив что такое «Большое дело нуждается в подготовке. Дело надо организовать так, чтобы не было большого риска».
В Пхеньяне телеграмму расценили как согласие на операцию с условием достижения гарантированного успеха. После ещё одной консультации с Пекином Сталин 9 февраля 1950 г. дал согласие на подготовку широкомасштабной операции на Корейском полуострове, одобрив намерение Пхеньяна военным путём объединить родину. Вслед за этим были резко увеличены поставки советских танков, артиллерии, стрелкового вооружения, боеприпасов, медикаментов, нефти. В штабе Корейской Народной Армии, при участии советских военных советников, в режиме строгой секретности велась разработка плана наступательной операции, шло ускоренное формирование нескольких новых корейских войсковых соединений. Но позиция Сталина, который дал согласие на поход Ким Ир Сена, была осмотрительной. Он, — как показало дальнейшее развитие событий, далеко не безосновательно, — опасался вооружённого вмешательства США в конфликт между Северной и Южной Кореей, которое могло привести к непредсказуемым последствиям, и даже к прямой конфронтации двух сверхдержав, что грозило ядерной войной. Поэтому, как он считал, Москва должна была, с одной стороны, заручиться согласием Пекина на поддержку военных действий КНДР по объединению Кореи, а с другой — по возможности остаться в стороне от назревавшего конфликта во избежание риска быть втянутым в широкомасштабную войну с США в случае их вмешательства в корейские дела. В Кремле склонялись к мысли, что поход Ким Ир Сена на юг может увенчаться успехом, в случае быстрых и решительных действий с его стороны. Делался расчёт на то, что северокорейская армия, без посторонней помощи, овладеет южной частью Корейского полуострова до того, как в ход событий вмешаются американцы.
Многие военные специалисты из СССР прибывали как сотрудники Всесоюзного общества культурной связи с заграницей. Например, 17 февраля 1950 года оно назначило А. Г. Блахтина (имевшего большой опыт руководства «Домом инвалидов») директором «Дома Культуры» в Пхеньяне.
Позиция американцев по корейскому вопросу представлялась Москве довольно нейтральной, и позволяла надеяться на то, что Южная Корея — не из числа важнейших американских стратегических приоритетов на Дальнем Востоке. Так, выступая 12 января 1950 года с речью, Государственный секретарь США Д. Ачесон заявил, что Южная Корея не входит в «оборонный периметр» США в Тихоокеанском регионе. Как он сам, впоследствии выразился, эти его слова стали «зелёным светом для атаки на Южную Корею». Тем не менее, истинная позиция Соединённых Штатов, принятая в форме совсекретной директивы Совета национальной безопасности США за № 68 от 14 апреля 1950 года, в которой американскому правительству рекомендовалось жёстко сдерживать коммунизм повсюду в мире. США, указывалось в директиве, должны быть готовы противостоять СССР в любой точке земного шара, не делая различия между «жизненно важными и периферийными интересами». 30 сентября 1950 года президент США Г. Трумэн утвердил эту секретную директиву, в корне менявшую позицию США по корейскому вопросу.

## Бывшие советские граждане в руководстве КНДР
В планах советского руководства, Корея виделась как советский опорный пункт в Восточной Азии, для чего от руководства КНДР требовалось проводить внешнюю политику, ориентированную на союз с СССР, Китайской Народной Республикой (КНР) и другими социалистическими странами. Для решения этой задачи, а также в связи с нехваткой собственных национальных кадров, в страну были направлены добровольцы из числа советских граждан — этнических корейцев, проживавших на территории СССР, — главным образом в Казахстане и Узбекистане. Секретный спецнабор этнических корейцев в Советскую армию был начат ещё в начале лета 1945 года. Каждому из них, в свою очередь, был придан русский советник. Всего в Пхеньян было направлено около трёхсот человек. Все они заняли различные руководящие посты, как, например, министр иностранных дел Нан Ир, работавший до того сельским учителем математики под Ташкентом. За весь период в Корее находилось 438 человек из числа советских корейцев. Среди них Тен Сян Дин[уточнить], ставший министром культуры, лейтенант РККА Тян Хак Тон, занявший пост министра просвещения КНДР. Бывший советский разведчик Ю Сон Чхоль занимал различные должности в военном командовании КНДР — был начальником оперативного управления Генерального штаба Корейской Народной Армии. Во главе Генерального штаба стоял бывший партизан Кан Гон, служивший вместе с Ким Ир Сеном в 88-й отдельной стрелковой бригаде. Полный контроль над службой безопасности, которая стала создаваться в 1946 году при непосредственном участии НКВД СССР, осуществлял приехавший из Советского Союза Пан Хак Се. Три должности: начальника Военно-медицинского управления Корейской Народной Армии, заместителя министра здравоохранения и заместителя министра обороны КНДР, занимал генерал-лейтенант Ли Тон Хва — бывший майор Советской армии, носивший ранее имя Василий Фёдорович Ли. Главная задача прибывших, по словам П. А. Пак Ира, была сформулирована генералом Т. Штыковым — создавать в Северной Корее общественную систему наподобие советской, с учётом местных особенностей.
Советские военные специалисты из числа этнических русских в КНДР постоянно находились при высшем военно-политическом руководстве и выполняли разнообразные функции, от переводчиков до телохранителей. Трудно переоценить роль советских военных специалистов в деле становления корейской государственности, начиная от консультативной деятельности и заканчивая обеспечением безопасности её высшего руководства. Так, один из советских военных специалистов, младший лейтенант Яков Новиченко спас Ким Ир Сена от гибели, когда во время одного из первых публичных выступлений 1 марта 1946 года на него было совершено покушение. Южнокорейскими агентами, находившимися среди пришедших на митинг жителей, в сторону трибуны была брошена граната. Новиченко не растерялся и поймал гранату, но бросать её обратно не стал — митинг был очень людным, собралось много мирных корейцев.
Новиченко прижал гранату к себе и накрыл своим телом. Взрывом ему оторвало правую руку, в которой он сжимал гранату, и сильно травмировало торс, которым он её накрыл, но всё же ему посчастливилось выжить. Через тридцать восемь лет, Ким Ир Сен пребывая в 1984 г. с визитом в Советском Союзе, лично разыскал Новиченко в селе Травном, где тот жил по возвращении из Кореи, и наградил высшей корейской государственной наградой — званием Героя Труда, в следующем году в прокат вышел совместный корейско-советский фильм «Секунда на подвиг», повествующий о тех событиях, а ещё двумя годами позже, скульптором Ли Пхен Илем был воздвигнут монумент этому событию.

## Деятельность по вооружению и обучению корейских военных
В августе 1946 года в результате объединения Коммунистической партии Кореи и Новой народной партий (создана в феврале 1946 г.) была образована Трудовая партия Северной Кореи (ТПК). 8 февраля 1948 года было провозглашено создание Корейской Народной Армии (КНА). К этому времени Северная Корея уже располагала двумя пехотными дивизиями, охранной бригадой, высшим военным (офицерским) и высшим военно-политическим училищем. В декабре 1948 года на переговорах представителей СССР, Китая и Северной Кореи стал детально обсуждаться вопрос о наращивании военной мощи Северной Кореи. В результате этих переговоров в конце декабря в Пхеньян была направлена военная миссия во главе с вновь назначенным чрезвычайным и полномочным послом в КНДР генералом Т. Ф. Штыковым. В состав советской миссии входили 5 генералов, 12 полковников и около 20 подполковников, более 40 человек высшего и среднего командного состава (майоров и капитанов). В Пхеньян она прибыла в январе 1949 года.
В конце февраля 1949 года Ким Ир Сен уже как лидер Кореи побывал с официальным визитом в Москве. 4 марта он встретился с советским министром иностранных дел В. Молотовым (присутствовали А. И. Микоян, А. Я. Вышинский, М. А. Меньшиков и советский посол в КНДР генерал-полковник Т. Ф. Штыков). 5 марта Ким Ир Сен встретился с И. В. Сталиным (вторая их встреча состоялась 17 марта на ближней даче в Филях). Именно тогда и были принципиально решены все вопросы массированной советской военной помощи СССР. По достигнутому на этой встрече соглашению Советский Союз в целях оказания экономической и военной помощи Северной Корее и дальнейшего развития культурных связей обязался предоставить ей около 200 млн рублей в течение трёх лет, с июня 1949 до июня 1952 года.
Дипломатическое противостояние
12 марта состоялась встреча Ким Ир Сена с Министром Вооружённых сил СССР Маршалом Советского Союза Н. А. Булганиным (присутствовали: с советской стороны — генерал армии С. М. Штеменко, генерал-полковник Т. Ф. Штыков, вице-адмирал Н. М. Харламов, генерал-лейтенант Н. В. Славин, генерал-майор Михайлов; с корейской — Пак Хен Ён и Мун Ир). Северокорейская сторона получила заверение, что в кратчайшие сроки в КНДР будут поставлены все необходимое вооружение и боевая техника для сухопутных войск, военно-воздушных сил и военно-морского флота, а также для министерства внутренних дел и полицейских частей. Советское руководство удовлетворило просьбу Ким Ир Сена о сохранении советской военно-морской базы в Сейсине (Чхонджине). Обсуждались вопросы деятельности советских военных советников. Кроме того была согласована программа обучения северокорейских офицеров и генералов в военно-учебных заведениях СССР. По некоторым данным, с 1951 по 1959 год общее число корейских офицеров и технических специалистов, прошедших обучение в советских военно-учебных заведениях, превысило полторы тысячи человек, а всего за период военного сотрудничества (до 1992 г.) в вузах МО СССР было подготовлено 2614 военных специалистов КНДР, в том числе для сухопутных войск — 429 чел., войск противовоздушной обороны — 817 чел., военно-воздушных войск — 985 чел., военно-морского флота — 175 чел., специалистов тыла и снабжения — 33 чел. и 175 человек других специальностей.
После подписания советско-корейского соглашения о военной помощи 4 июня 1949 года был утвержден график по увеличению военных сил на первый год. В связи с этим руководство Северной Кореи запросило у Советского Союза более 110 видов боевой техники. Его просьба была незамедлительно удовлетворена. Помимо этого, Советский Союз в дар корейскому народу выделил 292 млн руб. До конца 1949 года из Советского Союза было поставлено Северной Корее 15 тыс. винтовок, 139 различных орудий, 94 самолёта, большое количество запасных частей к ним и 37 танков Т-34. Однако это были не первые танки, поставленные в Северную Корею.
Напомним, что бронетанковые части Народной армии Северной Кореи начали формироваться ещё в 1945 году. Первым подразделением стал 15-й танковый учебный полк, на вооружении которого состояли наряду с полученными от китайцев американскими лёгкими танками М3 «Стюарт» и средним М4 «Шерман», два танка Т-34-85, доставленные из СССР. Вместе с танками в Корею прибыли 30 советских офицеров-танкистов, имеющих за плечами боевой опыт танковых сражений Великой Отечественной войны. Командовал полком полковник Куонг Су[уточнить] начинавший свою военную службу лейтенантом РККА. В мае 1949 г. полк был расформирован, а его личный состав стал костяком новой, 105-й танковой бригады. До октября все три полка (107-й, 109-й, 203-й) в составе бригады были полностью укомплектованы советскими танками Т-34-85 (по 40 машин в каждый полк). К июню 1950 г. в составе Корейской Народной Армии имелось уже 258 танков Т-34; 105-я бригада была оснащена ими полностью, около 20 машин числилось в 208-м учебном полку, остальные в новых 41-м, 42-м, 43-м, 45-м и 46-м танковых полках (полки с нумерацией от 41-го до 46-го были частями кадра — полками они являлись чисто условно, в действительности это были отдельные танковые батальоны примерно по 15 танков в каждом) и в 16-й и 17-й танковых бригадах (по 40-45 машин). Для сравнения: американцы к этому времени имели лишь несколько рот лёгких танков М24 «Чаффи», и то в составе оккупационных войск на Японских островах, а в южнокорейской армии до 1950 года танков вообще не было. Помимо танков шли поставки винтовок Мосина обр. 1891/30 г., карабинов Токарева обр. 1938/1944 г., снайперских винтовок, ручных пулемётов Дегтярёва, станковых пулемётов «Максим», противотанковых ружей Симонова, дивизионных пушек Ф-22, противотанковых пушек М-42, дивизионных пушек УСВ, дивизионных пушек ЗИС-3, гаубиц обр. 1910/30 г., гаубиц М-30, самолётов Ил-10, Як-9п, и двух кораблей — большого охотника за подлодками и тральщика типа «Трал». По сообщениям Главного разведывательного управления, советская маркировка на вооружениях заменялась северокорейской.
С помощью советских военных советников на 1 марта 1950 года в КНДР было подготовлено для сухопутных войск — 6349 офицеров и обучалось 3237 курсантов, для ВВС — 116 лётчиков и 228 авиатехников и специалистов (по другим данным, к маю 1950 г. имелось подготовленных лётчиков на боевых самолётах — 32, на учебных самолётах — 151, авиатехников — 17. Обучение проходили 120 лётчиков, 60 авиатехников и 67 авиаспециалистов и механиков по вооружению), для ВМФ — готовилось 612 морских офицеров и 640 матросов. Однако кадры командного состава ВМФ КНДР военно-морской подготовки не имели.
Главный военный советник СССР в КНДР генерал-лейтенант Васильев в своем «Докладе о состоянии Корейской Народной армии на 1 марта 1950 года» сделал выводы, в целом оценивающие Корейскую Народную Армию готовой к решению оперативно-тактических и стратегических военных задач на Корейском полуострове. Здесь будет уместно сказать несколько слов и об отстройке вооружённых сил Южной Кореи, начатой с октября 1948 года, при непосредственном участии Соединенных Штатов Америки. Напомним, что к концу 1948 года в них насчитывалось 6 сухопутных бригад с 20 полками. По американо-корейскому Временному административному соглашению южнокорейской стороне были переданы оставленные покинувшими страну в июне 1949 года американскими оккупационными войсками запасы боевая техника и вооружение в количественном плане сопоставимое с объёмами советской помощи, а по некоторым оценкам, даже превышающее его. По утверждению посла США в Сеуле Дж. Муччо (в мае 1949 г.), США делали в военной сфере для Южной Кореи больше, чем СССР для Кореи Северной.

## Советские военные специалисты на начальном этапе войны
Ободренный поддержкой Советского Союза и Китая, Ким Ир Сен отдал приказ о наступлении. С рассветом 25 июня 1950 года войска Корейской Народной Армии начали наступление вглубь Республики Корея. Когда войска КНА развивали наступление на Юг, Ким Ир Сен попросил направить советских советников непосредственно в части, ведущие бои на передовой. Т. Ф. Штыков в разговоре с корейским вождём заверил того, что немедленно обсудит этот вопрос с Москвой, и выразил уверенность в том, что придёт одобрительный ответ. Но, как показали последующие события, Штыков ошибался. Последовала незамедлительная и весьма строгая реакция из Кремля.
В телеграмме Штыкову категорически запретили направлять советских военных советников на передовую, при этом ему было дозволено направить соответствующее количество советников в штаб фронта и в армейские группы, при условии, что они будут одеты в гражданскую одежду, под видом корреспондентов газеты «Правда».
Как видно, Вы ведёте себя неправильно, так как пообещали корейцам дать советников, а нас не спросили.
Вам нужно помнить, что Вы являетесь представителем СССР, а не Кореи.
Пусть наши советники пойдут в штаб фронта и в армейские группы в гражданской форме в качестве корреспондентов «Правды» в требуемом количестве.
Вы будете лично отвечать перед советским правительством за то, чтобы они не попали в плен.
После ознакомления Штыкова с телеграммой, советские военные советники при батальонах и полках КНА были отозваны в СССР.
Руководители Советского Союза сделало всё возможное, чтобы граждане СССР не могли попасть в руки противника, особенно к американцам. С самых первых дней войны многие советские люди корейского происхождения направили в высшие органы власти заявления с просьбой направить их на помощь «корейским братьям, для защиты исторической родины от варварского нападения со стороны американских империалистов». Им в этом было отказано. Советским кораблям и судам, покинувшим 26 июня китайский порт Дайлянь, было приказано «немедленно вернуться в свою зону обороны».
Когда 27 июня войска КНДР взяли Сеул и советский главный военный советник генерал-лейтенант Н. А. Васильев хотел поехать туда, чтобы помочь военному командованию Северной Кореи в управлении войсками, Москва ему этого сделать не разрешила. И в дальнейшем делалось все, чтобы не допустить пленения советских военных советников, что в итоге принесло свой результат — за всё время войны ни один советский военнослужащий не был пленён противником.
Тем не менее, на начальном этапе войны, несмотря на крупные успехи северокорейских войск, внешнеполитические события развивались не так, как рассчитывали в Пхеньяне. Уже с первых дней войны произошла интернационализация конфликта в результате активного вмешательства в него США. Американская авиация и флот действовали с первого дня войны, но применялись для эвакуации американских и южнокорейских граждан из прифронтовых районов. Однако после падения Сеула на Корейском полуострове высадились Вооружённые силы США. ВВС и ВМС США также развернули активные боевые действия против войск КНДР.
На 5-й сессии Генеральной ассамблеи ООН американцы добиваются согласия на переход 38-й параллели. Американские и южнокорейские войска стремительно продвигаются на север к границам КНДР. Над страной нависла угроза полного разгрома и военной оккупации. Стало ясно, что спасти положение может только помощь СССР и КНР, причём незамедлительная. Это хорошо понимали и в Москве, и в Пекине, и в Пхеньяне.
Китайское руководство с началом войны в Корее направило 30 июня в КНДР своих военных наблюдателей, а в августе сосредоточило в районе китайско-корейской границы, у реки Ялу, 250-тысячную группировку китайских войск. Мао Цзэдун приказал Гао Гану, руководителю Северного Китая, привести группировку в боевую готовность к концу сентября. 17 сентября в КНДР прибыла группа военных специалистов КНР для изучения условий ввода китайских войск в случае необходимости.
1 октября американские и южнокорейские войска, продвигаясь на север, пересекли 38-ю параллель. В тот же день Штыков направил Сталину письмо Ким Ир Сена с отчаянной просьбой о помощи. Вождь северокорейских коммунистов и его министр иностранных дел писали:

Дорогой товарищ Сталин! Если противник будет форсировать наступательные операции на Северную Корею, то мы не в состоянии будем собственными силами приостановить противника. Поэтому, дорогой Иосиф Виссарионович, мы не можем не просить от Вас особой помощи. Иными словами, в момент перехода вражеских войск через 38-ю параллель нам очень необходима непосредственная военная помощь со стороны Советского Союза.
Если по каким-либо причинам это невозможно, то окажите нам помощь по созданию международных добровольных частей в Китае и в других странах народной демократии для оказания военной помощи нашей борьбе.— Ким Ир Сен
В тот же день аналогичное письмо получил Председатель ЦК КПК Мао Цзэдун. Для Москвы и Пекина настало время принятия решения. События стали разворачиваться по худшему сценарию, которого и опасался Сталин: план быстрой, победоносной войны Ким Ир Сена не сработал, вмешательство США и продвижение войск ООН на север расстроили планы советского и китайского руководства. Нужна была срочная помощь Пхеньяну, но втягивание в разгоравшийся конфликт Советского Союза никоим образом не входило в планы Сталина. Нужно было побудить к этому китайцев, оставив советское вмешательство на самый крайний случай. Кремлёвских политиков охватили тяжёлые раздумья. Из Пекина пришёл утвердительный ответ, 2 октября Мао извещал советского лидера о том, что руководство КНР решило оказать помощь КНДР соединениями «добровольцев», которые готовы вступить в Северную Корею 15 октября. Мао сообщил, что первоначально 5-6 дивизий «китайских народных добровольцев» (КНД) вступят в Корею, показав тем самым США, что ситуация изменилась. После того как они, получив достаточно советского вооружения, подготовятся, они смогут перейти в наступление. Китайский вождь просил также Сталина помочь советской авиацией и флотом прикрыть китайские войска в Корее и промышленные районы Северного Китая. Сталин воспринял это сообщение с определённым облегчением, о чём свидетельствует его ответ от 5 октября. В нём, в частности, говорилось:

США из-за престижа могут втянуться в большую войну, будет, следовательно, втянут в войну Китай, а вместе с тем втянется в войну и СССР, который связан с Китаем пактом о взаимопомощи. Следует ли этого бояться? По-моему, не следует, так как вместе будем сильнее, чем США и Англия, и другие капиталистические европейские государства без Германии, которая не может сейчас оказать США какой-либо помощи, не представляют серьёзной военной силы. Если война неизбежна, то пусть она будет теперь, а не через несколько лет, когда японский милитаризм будет восстановлен как союзник США— И. В. Сталин
Начиная с ноября 1950 года промышленные объекты Северного Китая, мосты через Ялу и прилегающую к границе территорию КНДР начал прикрывать с воздуха срочно сформированный советский 64-й истребительный авиакорпус, который успешно действовал в отведённой ему зоне ответственности. В ходе боёв зимы и весны 1951 года был освобождён Пхеньян, повторно взяты Сеул, Инчхон, Вончжу и другие города. Стратегическая инициатива перешла в руки северокорейских войск. Однако затем последовали удары южнокорейских войск, и к июню 1951 года линия фронта стабилизировалась, с незначительными колебаниями в ту или иную сторону, у 38-й параллели. Процесс урегулирования конфликта затянулся на два года. Всё это время велись сухопутные боевые действия довольно низкой интенсивности, при этом шла ожесточённая война в воздухе, главную роль в которой играла американская авиация и советские военные специалисты 64-го истребительного авиакорпуса.
Если условно подразделить Войну в Корее на четыре этапа, то участие советских военных специалистов можно охарактеризовать следующим образом:
- Первый этап: 25 июня — 15 сентября 1950 года — наступление и общее наступление КНА от рубежа 38-й переллели до реки Нактонган. Продолжаются масштабные поставки советского вооружения и боевой техники, советские военные специалисты принимают ограниченное участие в военных действиях, главным образом в качестве военных советников и инструкторов-преподавателей.
- Второй этап: 16 сентября — 24 октября 1950 года — контрнаступление американских и южнокорейских войск и вынужденный отход КНА с рубежа реки Нактонган в северные районы, риск полного поражения северокорейских войск. Советским военным специалистам всё ещё не позволяют вмешаться в ход событий и исправить положение.
- Третий этап: 25 октября 1950 года — 9 июля 1951 года — вступают в бой части и соединения 64-го истребительного авиакорпуса, ситуация на фронте меняется: контрнаступление и общее наступление КНА и китайских народных добровольцев (КНД), освобождение территории КНДР и части Южной Кореи.
- Четвёртый этап: 10 июля 1951 года — 27 июля 1953 года — противостояние сторон на рубеже 38-й пареллели.

## Советские военные дают бой американцам
| Соединения в составе 64-го истребительного авиационного корпуса принимавшие непосредственное участие в воздушной войне | Соединения в составе 64-го истребительного авиационного корпуса принимавшие непосредственное участие в воздушной войне | Соединения в составе 64-го истребительного авиационного корпуса принимавшие непосредственное участие в воздушной войне |
| Наименование соединения                                                                                                | Командир | Период участия |
| --- | --- | --- |
| 28-я истребительная авиационная дивизия                                                                                | полковник А. В. Алелюхин                                                                                               | ноябрь 1950 - март 1951                                                                                                |
| 50-я истребительная авиационная дивизия                                                                                | подполковник А. В. Пашкевич                                                                                            | ноябрь 1950 - март 1951                                                                                                |
| 151-я истребительная авиационная дивизия                                                                               | полковник А. Я. Сапожников                                                                                             | сентябрь 1950 — февраль 1951                                                                                           |
| 303-я истребительная авиационная Смоленская Краснознамённая дивизия                                                    | генерал-майор Г. А. Лобов генерал-майор А. С. Куманичкин                                                               | май 1951 - февраль 1952                                                                                                |
| 324-я истребительная авиационная Свирская Краснознамённая дивизия                                                      | полковник И. Н. Кожедуб                                                                                                | апрель 1951 — февраль 1952                                                                                             |
| 351-й отдельный ночной истребительный авиационный полк                                                                 | подполковник И. А. Ефимов                                                                                              | июль 1951 — февраль 1953                                                                                               |
| 97-я истребительная авиационная дивизия                                                                                | полковник А. Г. Шевцов                                                                                                 | январь 1952 — июль 1952                                                                                                |
| 190-я истребительная авиационная Полоцкая Краснознамённая дивизия                                                      | полковник А. В. Корнилов                                                                                               | февраль 1952 — июль 1952                                                                                               |
| 32-я истребительная авиационная Краснознамённая дивизия                                                                | полковник Г. И. Гроховецкий                                                                                            | сентябрь 1952 — июль 1953                                                                                              |
| 133-я истребительная авиационная дивизия ПВО                                                                           | полковник А. Р. Комаров                                                                                                | май 1952 - июль 1953                                                                                                   |
| 216-я истребительная авиационная Гомельская дивизия ПВО                                                                | полковник А. У. Ерёмин                                                                                                 | февраль 1952 — июль 1953                                                                                               |
| 298-й отдельный ночной истребительный авиационный полк                                                                 | подполковник Васильев                                                                                                  | февраль 1953 – июль 1953                                                                                               |
| 37-я истребительная авиационная дивизия                                                                                | полковник А. И. Халутин                                                                                                | июль 1953 |
| 100-я истребительная авиационная дивизия ПВО                                                                           | полковник А. Ф. Дворник                                                                                                | июль 1953 |

| Части противовоздушной обороны и обеспечения корпуса | Части противовоздушной обороны и обеспечения корпуса | Части противовоздушной обороны и обеспечения корпуса |
| ---------------------------------------------------- | ---------------------------------------------------- | ---------------------------------------------------- |
| 28-я зенитно-артиллерийская дивизия                  | п-к Ангелов                                          | январь 1953 – июль 1953                              |
| 35-я зенитно-артиллерийская дивизия                  |                                                      | январь 1953 – июль 1953                              |
| 87-я зенитно-артиллерийская дивизия                  | п-к А. И. Варлыго                                    | март 1951 – январь 1953                              |
| 92-я зенитно-артиллерийская дивизия                  |                                                      | март 1951 – январь 1953                              |
| 16-я авиационно-техническая дивизия                  | п-к В. С. Зайцев                                     | июль 1953 – декабрь 1954                             |
| 18-я авиационно-техническая дивизия                  | п-к М. П. Миронович                                  | июнь 1951 – июль 1953                                |
| 10-й отдельный зенитно-прожекторный полк             | п-к Е. А. Беленко                                    | март 1951 – февраль 1953                             |
| 20-й отдельный зенитно-прожекторный полк             |                                                      | январь 1953 – декабрь 1954                           |
| 1406-й госпиталь инфекционных болезней               | п-к А. Горелик                                       |                                                      |
| 8-й мобильный военный полевой госпиталь              |                                                      |                                                      |
| 81-я отдельная рота связи                            |                                                      | ноябрь 1950 – апрель 1953                            |
| 727-й отдельный батальон связи                       |                                                      | апрель 1953 – декабрь 1954                           |
| 133-й отдельный радиотехнический батальон            |                                                      | апрель 1953 – декабрь 1954                           |
| 61-я отдельная радиотехническая рота                 |                                                      | апрель 1953 – декабрь 1954                           |
| 114-й радиотехнический полк ОСНАЗ                    |                                                      |                                                      |

Откликнувшись на просьбу правительства КНР и КНДР, Советский Союз направил в Северо-Восточный Китай соединения истребительной авиации. Первой в Маньчжурию из СССР прибыла 151-я истребительная авиационная дивизия, которая с 1 сентября 1950 г. заступила на боевое дежурство, имея задачу одновременно с переучиванием китайских лётчиков на советские истребители МиГ-15 организовать во взаимодействии с зенитной артиллерией ПВО прикрытие войск 13-й армейской группы Народно-освободительной армии Китая, дислоцированной у границ с КНДР. После согласования вопроса ввода в Северную Корею китайских народных добровольцев, советский Генеральный штаб принял решение о формировании в северо-восточном Китае истребительного авиационного корпуса. 15 ноября 1950 г. вышло распоряжение Генерального Штаба № 5564 о создании оперативной группы 64-го истребительного авиационного корпуса.
Организационно 64-й корпус до ноября 1951 г. входил в состав оперативной группы советских ВВС на территории Китая под командованием главного военного советника НОАК, генерал-полковника авиации С. А. Красовского, Начальником штаба Оперативной группы ВВС был назначен Ермохин. Затем корпус был включен в состав Объединённой воздушной армии (ОВА) под общим командованием китайского генерала Лю Чжэня. При ОВА находились советские военные советники. В декабре 1952 г. ОВА состояла из трёх советских авиадивизий в составе десяти полков, четырёх китайских авиадивизий в составе восьми полков и одной корейской авиадивизии в составе двух полков. Кроме того, во второй и третьей линиях использовались для наращивания сил и прикрытия аэродромов ещё четыре китайские авиадивизии в составе восьми полков. Все они базировались совместно на аэродромах городов Лантоу, Мукден, Мяогоу и других. Советские лётчики были хорошо залегендированы: одеты в китайскую форму, имели китайские псевдонимы и соответствующие документы, а на их самолёты были нанесены опознавательные знаки ВВС НОАК. 64-й истребительный авиакорпус, сражавшийся в Корее почти три года, имел специфическую организацию, приспособленную под характер воздушной войны в Корее, как следствие состав авиакорпуса был непостоянным: через каждые полгода-год соединения, входящие в его состав, менялись и на их место прибывали новые. Советские авиаполки вводились в бой последовательно. Количество истребителей увеличивалось по мере усложнения воздушной обстановки. Средняя общая численность личного состава корпуса составляла 26 тыс. чел. Официально корпус именовался истребительным, но в его состав входили также зенитно-артиллерийские и авиатехнические дивизии, зенитно-прожекторные полки. 64-й иак принимал участие в военных действиях с ноября 1950 по июль 1953 гг. Советские истребители решали боевые задачи двумя путями: воздушным патрулированием и дежурством на аэродроме.
Боевой состав корпуса не был постоянным. В него входили две-три иад, один-три отдельные ночные иап, две зенитные артиллерийские дивизии, один зенитный прожекторный полк, одна авиационно-техническая дивизия и другие части обеспечения. Смена частей и соединений происходила, как правило, после 8-14 месяцев их пребывания на театре военных действий. Средняя общая численность личного состава корпуса по состоянию на 1952 г. составляла 26 тысячи человек. Такая численность личного состава сохранялась до окончания войны в Корее. На вооружении первоначально имелись истребители МиГ-15, Як-11 и Ла-9. Весной 1951 г. их сменили более современные МиГ-15 бис и Ла-11. Например, на 1 ноября 1952 г. в составе 64-го иак находились 441 лётчик и 321 самолёт (303 МиГ-15 бис и 18 Ла-11). В общей сложности, поочередно сменяясь, за время Корейской войны получили боевой опыт 12 советских истребительных авиационных дивизий (26 полков), 4 зенитных артиллерийских дивизии (10 полков), 2 отдельных (ночных) истребительных авиационных полка, 2 зенитных прожекторных полка, 2 авиационные технические дивизии и другие части обеспечения из состава ВВС и ПВО Советской армии и 2 истребительных авиационных полка ВВС ВМФ. Всего в Корейской войне приняли участие около 40 тысяч советских военнослужащих.
Несмотря на все меры по соблюдению строгого режима секретности, принимавшиеся советским руководством к тому, чтобы скрыть факт участия советских лётчиков и зенитчиков в Корейской войне, американцы прекрасно знали об этом. Тем не менее официальный Вашингтон хранил молчание все три года войны, хотя ещё в октябре 1951 года начальник штаба ВВС США Хойт Ванденберг заявил журналистам в Вашингтоне, что некоторые МиГи в Корее пилотируют русскоговорящие лётчики. Через много лет Пол Нитце — военный советник многих американских президентов и главный борец с «красной угрозой», возглавлявший в годы Корейской войны штаб по планированию американской политики при Госдепартаменте, поведал, что им был подготовлен секретный документ, где анализировались все потенциальные «за» и «против» разглашения участия СССР в Корейской войне. В итоге правительство США пришло к выводу о том, что будет лучше сохранить в тайне от американской общественности советское участие в войне. Это диктовалось опасением, что возмущённая общественность потребует ответных действий, что грозило непредсказуемыми последствиями. Обе сверхдержавы опасались эскалации конфликта, чреватого ядерной войной.

## Итоги пребывания советских военных специалистов в Корее
Делая обзор боевой деятельности экипажей МиГ-15 за годы войны, командир 64-го корпуса С. В. Слюсарев сообщал в штаб ВВС, что наиболее тяжёлые, но результативные боевые действия корпуса относятся к 1950—1951 гг., когда в воздушных боях было сбито 564 самолёта противника. Собственные потери составили: лётчиков — 34, самолётов — 71. Общее соотношение потерь 7,9:1 в пользу 64-го корпуса. В 1952 году эффективность действий корпуса снизилась. Было сбито 394 самолёта противника. Собственные потери — 51 лётчик и 172 самолёта. Общее соотношение сбитых самолётов 2,2:1. За 7 месяцев 1953 года в воздушных боях было уничтожено 139 американских самолётов, а потери составили: 25 лётчиков убитыми и 76 истребителей МИГ-15бис, что составило 1,9:1 в пользу 64-го корпуса. Всего, по данным ЦАМО, за время войны истребители корпуса уничтожили 1097 самолётов противника, потеряв 110 лётчиков и 319 самолётов, 212 самолётов США были сбиты зенитной артиллерией.
| Потери авиации объединённой группировки США | Потери авиации объединённой группировки США | Потери авиации объединённой группировки США | Потери авиации объединённой группировки США |
| принадлежность                              | кол-во (источник)                           | кол-во (источник)                           | кол-во (источник)                           |
| принадлежность                              | Клод.                                       | Авей.                                       | Стюарт                                      |
| ------------------------------------------- | ------------------------------------------- | ------------------------------------------- | ------------------------------------------- |
| ВВС США                                     | 1466                                        | 1466                                        | ~2000                                       |
| Палубная авиация ВМФ США                    | —                                           | 814                                         | >1200                                       |
| Палубная авиация КМП США                    | 368                                         | 368                                         | >1200                                       |
| Штурмовая авиация СВ США                    | —                                           | —                                           | «сотни»                                     |
| ВВС других стран                            | 152                                         | —                                           | —                                           |
| суммарные потери                            | 1986                                        | 2800                                        | >3200                                       |
| Потери авиации других стран ООН             |                                             |                                             |                                             |
| КВВС Великобритании                         | КВВС Великобритании                         | 24                                          |                                             |
| Авиация КВМФ Великобритании                 | Авиация КВМФ Великобритании                 | 34                                          |                                             |
| ВВС ЮАР                                     | ВВС ЮАР                                     | 74                                          |                                             |
| КВВС Австралии                              | КВВС Австралии                              | 48                                          |                                             |
| суммарные потери                            |                                             |                                             |                                             |

По уточненным данным Генштаба Вооружённых сил СССР, советские авиационные соединения в Корее потеряли 120 лётчиков и 335 самолётов. С общими потерями советских военнослужащих в этой войне историки не определись до сих пор — то ли 299 человек, то ли 315 человек.
Вопрос потерь авиации объединённой группировки США и ООН является одним из наиболее дискуссионных. Данные различных западных исследователей существенно разнятся. Разница обусловлена, в первую очередь, тем, какие потери учитываются при подсчёте — практически никто из западных исследователей не указывает совокупные потери. Помимо ВВС США, в войне участвовала палубная авиация ВМФ США и КМП США, а также армейская авиация сухопутных войск, совокупные потери которых не менее велики чем потери ВВС США. Потери различных видов вооружённых сил рассредоточены по соответствующим ведомственным архивам и хранятся не централизованно, доступ к ним ограничен. Также упускается из внимания авиация других стран из состава контингента войск ООН, в частности КВВС, палубная авиация КВМФ Великобритании и Австралии. Некоторые учитывают лишь потери в воздушных боях, полностью исключая со счёта потери от зенитного огня и другие виды потерь. Путаницы добавляет и то, что 41 лётчик КВВС Великобритании воевал на самолётах ВВС США, и кроме того, были довольно существенные потери лётного состава на земле — в ходе удачных сухопутных боевых действий КНА потери ВВС США на земле составили 112 пилотов, из которых 36 погибли, 62 тяжело ранены и выбыли из строя, 8 были взяты в плен. Массив ошибок накапливается и растёт в процессе неточного цитирования (например, от замены цитирующим автором формулировки «ВВС» словом «авиация» сразу же «исчезают» потери всех остальных видов вооружённых сил США и авиации их союзников). В таблице слева приведены данные историка авиации Нэда Авейджика (Калифорнийский университет в Лос-Анджелесе), участника войны во Вьетнаме, военного историка и автора множества книг и статистических исследований о потерях ВС США в различных войнах на территории и за пределами страны Мишеля Клодфельтера и лично участвовавшего в Корейской войне полковника ВВС США Джеймса Т. Стюарта, который имел открытый и наиболее полный доступ к статистическим данным.
Взяв за основу среднюю цифру потерь, М. Клодфельтер делает следующий анализ: Из 2834 сбитых самолётов объединённой группировки США и ООН, 1309 — что составляет около ½ от общего количества потерь — были сбиты советскими лётчиками и зенитчиками. 1525 самолётов были сбиты китайскими и корейскими пилотами и зенитчиками, были уничтожены на аэродромах, а также разбились при посадке, и от других технических неполадок.
Штатный историк Управления специальных операций Армии США профессор Виргинского военного института Стэнли Сендлер обобщает полемику вокруг вопроса потерь, утверждает, что с уверенностью можно говорить лишь о том, что нет совершенно никаких сомнений, что потери авиации стран западной коалиции значительно перекрывают в своей сумме потери советской и китайской авиации.
Рассекречивание ряда важных советских секретных документов подтвердило, что Ким Ир Сен и руководимая им армия фактически находились на грани полного поражения, от которого его спасли китайцы, вступившие в конфликт 25 октября 1950 года, когда американские войска уже подходили к реке Ялуцзян (Амнокан). В свою очередь, китайцы не пришли бы на помощь Ким Ир Сену, если бы не настойчивые уговоры Мао Цзэдуна И. В. Сталиным.
Как отмечает генерал-майор Юрий Киршин, роль группы советских военных специалистов в Корее стала решающей в конфликте на Корейском полуострове. Для создания армии требовался, прежде всего, её костяк — офицерской состав, которым КНДР не располагала. Военные советники внесли большой вклад в выработку организационной структуры всех родов войск и специальных служб; в формирование и подготовку частей и соединений; в боевое применение танков, авиации, артиллерии, инженерных войск и войск связи. Советские военные советники часто подменяли подсоветных, брали инициативу совестной работы в свои руки, особенно в сложных ситуациях, в частности, когда войска несли большие потери, когда корейские офицеры во время войны находились на учёбе на различных курсах. Нередко советники сами все делали за подсоветных, что приводило к ненужной опеке, связывало инициативу. Однако в условиях дефицита времени только такие действия порой могли предотвратить катастрофу. Без советских военных советников северокорейское правительство не смогло бы создать боеспособную армию, не смогло бы тем более вести длительную войну.
В краткосрочной временно́й перспективе в полной мере воспользоваться результатами победы не удалось, так как с приходом к власти Н. С. Хрущёва, отношения СССР и КНДР несколько ухудшились. Тем не менее, к 1973 году, к тому времени когда Советский Союз прекратил поставки вооружений Северной Корее, и роль главного поставщика оружия для Северной Кореи перешла к КНР, даже несмотря на ограниченные возможности, Корейская Народная Армия, подготовленная советскими специалистами, сама стала оказывать небольшую по объёму, но существенную военную и экономическую помощь освободившимся от колониального гнёта развивающимся странам Африки. Так, на конец 1970-х годов, КНДР имела договорённости о материально-техническом сотрудничестве с 21 государством. По некоторым оценкам, общий объём помощи составлял около $300 млн. Важное место занимало военное сотрудничество. В 1970-е годы Северная Корея стала надёжным союзником СССР в деле оказания военной помощи Алжиру, Заиру, Ливии, Мадагаскару, Мозамбику, Сирии, национально-освободительным движениям СВАПО в Намибии и УНИТА в Анголе, Национальному фронту Эритреи, а также Организации освобождения Палестины. Военное сотрудничество осуществлялось в формах поставок вооружения, обучения военного персонала и т. п. С 1975 по 1980 год в африканские страны было командировано свыше полутора тысяч северокорейских военных специалистов и советников. В некоторых государствах Пхеньян осуществлял строительство предприятий по производству оружия, боеприпасов, военного снаряжения. При содействии северокорейских советников в Зимбабве была сформирована и оснащена бронетанковая бригада особого назначения численностью в 5 тысяч человек. Тесные контакты в военной области были у КНДР также с Египтом и Ираном, сотрудничество с которым особенно активизировалось в период ирано-иракского конфликта.

## Комментарии
1. ↑  Контингент состоял, главным образом, из пилотов-истребителей, военнослужащих лётно-подъёмного состава и зенитчиков.
2. ↑  Войска США составляли 70 % от общего количества войск ООН, задействованных в корейском вооружённом конфликте. Послали свои войска Англия — (18 тысяч), Турция (6 тысяч), Франция (4 тысячи), Таиланд (4 тысячи), Канада (около 4 тысяч), Австралия (около 3 тысяч), Греция (1 тысячу), Новая Зеландия (1 тысячу), Филиппины (1 тысячу) и др.
3. ↑  После японской интервенции, корейскую эмиграцию можно условно поделить на две основных группы: 1) беженцы с северокорейской территории, которые переселились в Советский Союз; 2) беженцы с южных территорий Корейского полуострова, которые переселились в Соединённые Штаты Америки. У обеих групп переселенцев, в эмиграции народилось второе поколение корейцев, которые уже были гражданами тех стран, в которых проживали (СССР и США, соответственно). Именно эти молодые люди и стали основой становления просоветского режима в Северной Корее, и проамериканского режима в Корее Южной.

При этом, северокорейская политическая элита состояла, главным образом, из военнослужащих Красной Армии, с которыми служил, или пересекался по службе их лидер, капитан РККА Ким Ир Сен. Выразителем интересов южнокорейской политической элиты в эмиграции был профессор Вашингтонского университета Ли Сын Ман, и его окружение, как нетрудно догадаться, состояло из тех корейских студентов и преподавателей, с которыми он пересекался в своей академической деятельности[10].
4. ↑  Министерство Вооружённых сил СССР в феврале 1950 г. было разделено на Военное министерство СССР и Военно-Морское министерство СССР, которые были объединены в марте 1953 г. в единое Министерство обороны СССР.
5. ↑  См. также: Списки потерь советской авиации в Корейской войне: 1950, 1951, 1952, 1953.